# Damadi
Damadi est une localité béninoise située dans la commune de Kandi dans le département de l'Alibori.

## Histoire
Damadi fait partie officiellement des 82 villages de la commune de Kandi depuis le 27 mai 2013 après la délibération et l'adoption par l'assemblée nationale du Bénin en sa séance du 15 février 2013 de la loi no 2013-05 du 15/02/2013 portant création, organisation, attributions et fonctionnement des unités administratives locales en République du Bénin.

## Administration
Damadi fait partie des 13 villages que compte l'arrondissement de Donwari aux côtés de Dinin, Dinin Peulh, Donwari, Donwari-Peulh, Gambanè, Gambanè-Peulh, Kpéssarou, Mongo, Mongo-Peulh, Sidérou, Tissarou-Peulh, Tissarou et Touko.

## Population
Selon le recensement général de la population et de l'habitation (RGPH4) de l'institut national de la statistique et de l'analyse économique (INSAE) au Bénin en 2013, la population de Damadi s'élève à 4 987 habitants dont 2 463 hommes et 2 524 femmes.